# Осока приморская
Осо́ка примо́рская, или Осо́ка помо́рская, или Осо́ка щети́нистая, или Осо́ка разноречи́вая (лат. Carex maritima) — многолетнее травянистое растение, вид рода Осока (Carex) семейства Осоковые (Cyperaceae).

## Ботаническое описание
Светло- или серо-зелёное растение (2)5—15(20) см высотой, с рыхлодернистым, длинным, ползучим корневищем, с тонкой, при высыхании отстающей и сминающейся корой.
Стебли утолщённые, 1,5—2 мм в диаметре, округло-трёхгранные, жёсткие, гладкие, прямые или изогнутые.
Листья 1—2 мм шириной, сложенные, короче стебля или равные ему, почти гладкие.
Колоски собраны в  шаровидную, яйцевидную, пирамидальную или продолговатую головку, (0,5)0,8—1,5 см длиной, (0,5)1,4—(1,3)1,7 мм шириной. Колоски андрогинные в числе (3)5—10. Кроющие чешуи яйцевидно-ланцетные, широкояйцевидные или яйцевидные, подобные прицветным листьям, но более широкие, вдвое короче мешочков, тупые или острые, каштановые или бурые, с широкими белоперепончатыми краями. Мешочки двояковыпуклые, сильно вздутые, продолговато-яйцевидные, (3,7)4—4(5,5) мм длиной, (1,4)2—1,7(3) мм шириной, вначале перепончатые, позже могут быть кожистыми, в зрелом состоянии заметно отклонённые от оси колоска, без жилок или почти без жилок, бурые или красноватые, но светлее чешуй, на короткой ножке, с коротким, несколько шероховатым, цельным, почти коническим носиком. Кроющие листья чешуевидные.
Плод не полностью заполняет мешочек. Плодоносит в июле—сентябре.
Вид описан из Норвегии.
На протяжении ареала варьирует по высоте растений, степени изогнутости стеблей, размерам соцветия и мешочков. Некоторая полиморфность вида послужила основанием для описания целого ряда видов. Так, например, Кречетович В. И. выделил из Carex maritima Gunn. в пределах Европы (Исландия), арктической Сибири и Северной Америки (Канада: Ньюфаундленд; Гренландия) семь видов, которые позднее, за исключением одного — Carex setina (Christ) V.I.Krecz., оценил, как её экологические формы. Растения типа Carex setina (Christ) V.I.Krecz. отличаются низкими, до 10 см, стеблями и более мелкими (до 1 см длиной) соцветиями и мешочками (3,7—4 мм длиной) и встречаются, притом нередко, по всему ареалу.

## Распространение
Арктический вид, достигающий сравнительно высокоширотных районов Арктики.
Северная Европа: Фарерские острова, побережье и горы Норвегии, арктическая Норвегия, западное побережье Швеции, север Дании, Исландия; Атлантическая Европа: Шотландия и крайний север Англии; Центральная Европа: Альпы; Европейская часть России: Арктика (район Печенги, полуостров Рыбачий, Ара-губа, Кольский залив, север полуострова Канин, Малоземельская тундра, остров Колгуев, южный берег Югорского Шара, остров Вайгач, Южный остров Новой Земли), юг Кольского полуострова; Западная Сибирь: Арктика (Гыданская тундра); Восточная Сибирь: Арктика (низовья Енисея, низовья и дельта Лены, Таймыр (редко), река Хатанга, правобережье реки Попигая, низовья Оленёка и Оленёкский залив), бассейн Хеты и Котуя, север Верхоянского хребта, Момский хребет, окрестности Среднеколымска; Дальний Восток: Арктика (остров Айон, остров Врангеля, Чукотский полуостров (Уэлен, залив Лаврентия, залив Литке, остров Аракамчечен); Северная Америка: западное, северное побережье и горы Аляски, Гудзонов залив, Скалистые горы, арктическое побережье Канады, Лабрадор и Ньюфаундленд, Канадский арктический архипелаг, побережья Гренландии вплоть до северной её оконечности; Южная Америка: Анды, Патагония, Огненная Земля.
Растёт небольшими группами на песчаных и щебнистых местах по морским побрежьям, поднимаясь и на приморские склоны; иногда встречается в прилегающей к побережью осоково-моховой тундре, в арктической Якутии — по террасам больших рек на свежих наносных песках и галечниках, слабо заходя в полосу редколесий; преимущественно в арктическом поясе, а также в субарктических высокогорьях.